# Светлый путь (газета, Удмуртия)
Светлый путь — районная газета на русском языке издающаяся в Игринском районе Удмуртии. Газета освещает проблемы народного хозяйства и социально-культурного комплекса, публикует официальные распоряжения Игринского районного совета депутатов. Учредителями газеты являются Игринский районный Совет народных депутатов и редакция газеты. Газета имеет приложение «Вакыт» (удм. «Время») на удмуртском языке.
Выходит 2 раза в неделю. Тираж — 4,5 тысяч экземпляров (на 10.01.13).
Газета основана в 1939 году под названием «Сталин сюрес» (удм. «Путь Сталина») и первоначально издавалась полностью на удмуртском языке. В 1957 году газета была переименована в «Светлый путь». В 1991 году начато издание приложения «Вакыт», освещающего вопросы культуры и быта удмуртского народа.